# Thor Pedersen

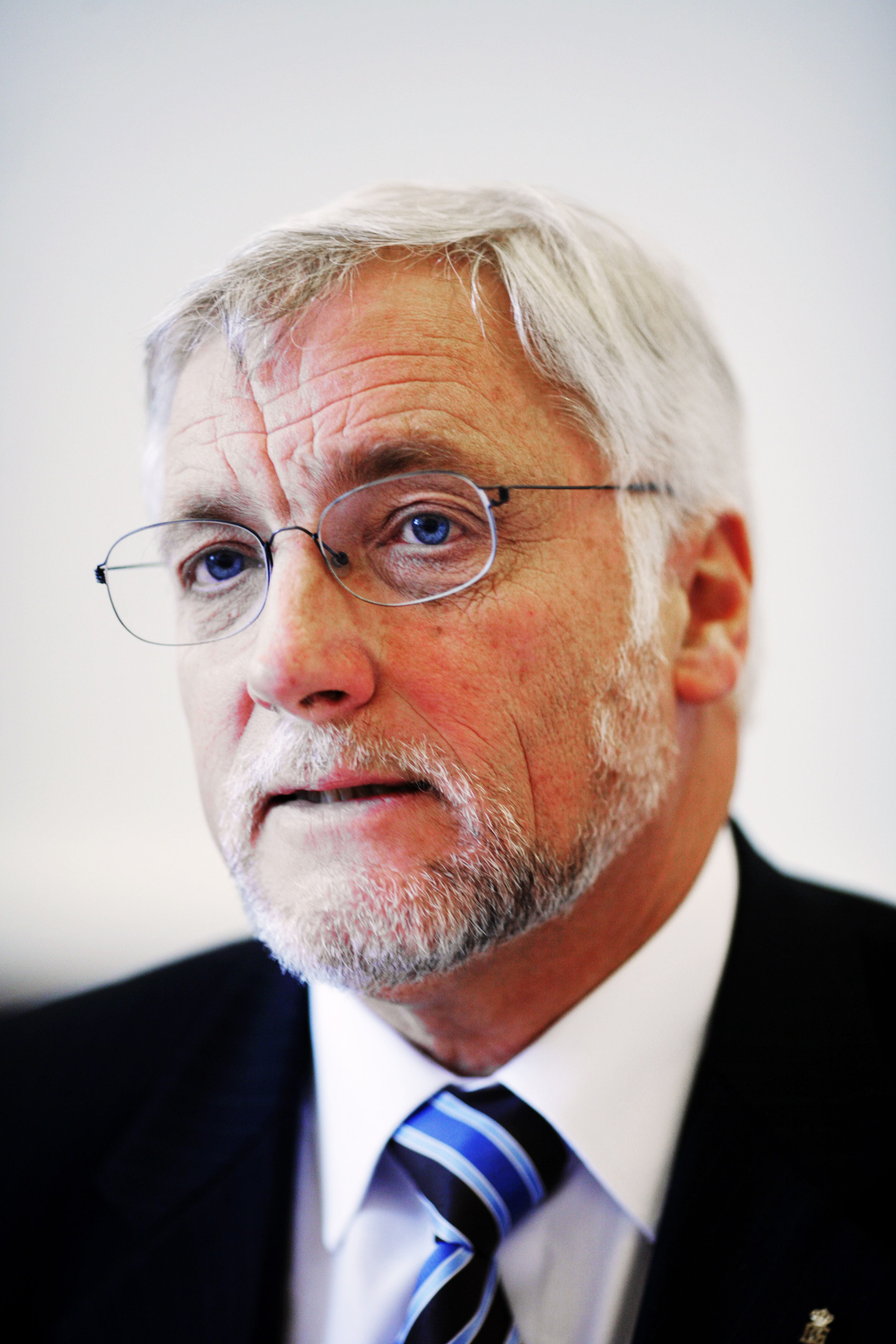

Thor Pedersen (Gentofte, Hovedstaden, 14 de junio de 1945) es un político danés, miembro del Partido Liberal Venstre. Desde 2007 ocupa el cargo de Portavoz del Parlamento danés. Ha dirigido diversos ministerios en diferentes gobiernos del país, siendo el último de ellos el Ministerio de Finanzas en las dos primeras legislaturas de Anders Fogh Rasmussen. En 2007 fue sustituido en dicho cargo por Lars Løkke Rasmussen. Es miembro del Parlamento de Dinamarca desde 1985.

## Carrera política
Pedersen fue miembro del Consejo Municipal de Helsinge (actualmente perteneciente al municipio de Gribskov) desde 1974 hasta 1986, siendo alcalde del mismo desde 1978.
En 1986 se integró en el Gobierno de Dinamarca del primer ministro Poul Schlüter, siendo nombrado Ministro de Vivienda, cargo que ocupó desde el 12 de marzo de 1986 hasta el 9 de septiembre de 1987. Desde esa fecha, hasta el final de mandato de Schlüter, el 25 de enero de 1993, fue Ministro de Interior. Además, también fue Ministro de Cooperación Nórdica desde el 3 de junio de 1988 hasta el 18 de noviembre de 1992, y a continuación Ministro de Economía hasta el 25 de enero de 1993.
Pedersen dejó el gobierno con el nombramiento de Poul Nyrup Rasmussen como primer ministro, volviendo a él tras la victoria del líder de su partido, Anders Fogh Rasmussen, en 2001, siendo nombrado Ministro de Finanzas. Se mantuvo en el cargo hasta el 23 de noviembre de 2007, fecha del final de la segunda legislatura de Rasmussen. Con la nueva legislatura fue nombrado Portavoz del Parlamento, cargo que ocupa actualmente.